# Doris Grieben
Doris [Anna Dorothea] Grieben geborene Knobloch (* 9. August 1951; † 24. Februar 2021 in Homburg) war eine saarländische Historikerin.

## Leben
Nach dem Abitur am „Staatlichen Mädchengymnasium“ Homburg/Saarpfalz, dem späteren Mannlich-Gymnasium, studierte Doris Grieben von 1970 bis 1973 an der Universität Saarbrücken Geschichte und Germanistik. 1973 wechselte sie an die Universität Köln, wo sie 1975 die „Philologische Staatsprüfung“ ablegte. Nach ihrem Referendariat in Neunkirchen/Saar folgte 1982 die Zweite Staatsprüfung für das Lehramt an Gymnasien.
Für die Stadt Sulzbach/Saar erstellte Doris Grieben im Rahmen eines Forschungsprojektes eine „Stadtgeschichte“, zudem ordnete und organisierte sie das dortige Stadtarchiv neu. 1989/90 arbeitete sie beim Diakonischen Werk als Deutschlehrerin für „Aussiedler, Asylberechtigte und Kontingentflüchtlinge“. Ab 1991 inventarisierte sie im Auftrag des Historischen Museums Saar in Saarbrücken die Geschichte saarländischer Unternehmen. Ziel des Projektes war, Entstehung und Entwicklung der Firmen über eine „Infothek“ Interessierten zugänglich zu machen. Es folgte 1994 bis 1996 die Erstellung einer Ortschronik für den Mandelbachtaler Ortsteil Ommersheim (Saarpfalz-Kreis). Von 1997 bis 1999 recherchierte sie im Auftrag der Homburger Siebenpfeiffer-Stiftung die Geschichte der „Pfälzischen Revolution“ 1848/49 auf regionaler Ebene und fasste die Ergebnisse in einer veröffentlichten Dokumentation zusammen.
Seit Mitte der 2000er-Jahre war Doris Grieben beim Saarpfalz-Kreis beschäftigt, wobei sie sich verschiedenen Themen widmete – der Erste Weltkrieg und sein Bezug zur Region, die Saarabstimmung 1955 oder die mittelalterlichen Regesten der Ortschaften im Kreis gehörten dazu. Ferner erstellte sie eine Bibliographie der lokalhistorischen Literatur. Anlässlich des 750. Jubiläums der urkundlichen Ersterwähnung des Bexbacher Stadtteils Höchen 2012 arbeitete Doris Grieben redaktionell und inhaltlich an der Erstellung des Dorfbuches „Höchen – mehr als eine Chronik“ federführend mit. Die lokale Geschichte samt der örtlichen Kirchengeschichte – insgesamt rund 250 Seiten des Bandes – steuerte sie bei. Zuletzt (bis 2020) war sie damit befasst, die Landesausgleichsakten, soweit diese Orte im Saarpfalz-Kreis betrafen, zu katalogisieren. Dieser überaus umfangreiche Fundus war nach Auflösung des Landesausgleichsamtes vom Saarpfalz-Kreis übernommen worden. Dieser hatte dabei die Selbstverpflichtung abgegeben, die Akten, in denen die im Zweiten Weltkrieg insbesondere in privaten Haushalten entstandenen Schäden protokolliert sind, zu systematisieren und für Interessierte benutzbar zu machen.
Doris Grieben gehörte über viele Jahre hinweg zur Redaktion der Zeitschrift „Saarpfalz – Blätter für Geschichte und Volkskunde“ sowie jener des „Saarpfalz-Jahrbuchs“.

## Veröffentlichungen (Auswahl)
Publikationen
- Woher die Waffen nehmen?. Die Revolution von 1848/49 im Saarpfalz-Kreis. St. Ingbert 1996.(Kleine Schriftenreihe der Siebenpfeiffer-Stiftung.)
- Regesten des Saarpfalz-Kreises. 2013. (Saarpfalz-Sonderheft.)
- Zur Geschichte des 1. Weltkrieges. 2014.  (Saarpfalz-Sonderheft.)

Beiträge/Aufsätze
- Martin Baus (Hg.): Macht und Freiheit, Die Straße der Demokratie in Homburg und Zweibrücken, Ein Routenbegleiter, Homburg 2010:
  - Von Tabak, Krapp und Feilenhauerei – Zur wirtschaftlichen Situation am Vorabend der Französischen Revolution, S. 69–78
  - Vom Ommersheimer Landtag zur Zerstörung von Schloss Karlsberg – Die Französische Revolution in der Saarpfalz, S. 79–86
  - Sensen, Dreschflegel und die erste Eisenbahn – Die Revolution von 1848/49 in der Saarpfalz, S. 169–178
  - Von der Druckerpresse zur Dampfmaschine – Die Industrielle (R)Evolution in der Saarpfalz, S. 187–195
- Höchen … mehr als eine Chronik, Bexbach 2012 (hg. von der „Arbeitsgemeinschaft Dorfbuch Höchen“)
  - Chronik des Dorfes Höchen, S. 44–207
  - Die Kirchengeschichte des Dorfes Höchen, S. 220–286.
- Charlotte Glück und Martin Baus (Hg.): Recht, Gesetz, Freiheit / im Auftrag der Stadt Zweibrücken und der Siebenpfeiffer-Stiftung, Koblenz, 2015. (Veröffentlichungen der Landesarchivverwaltung Rheinland-Pfalz; 121):
  - Eine ungebrochene Juristenkarriere: Christian David Sturtz (1753–1834), S. 133–135
  - Vom Untergerichtsschreiber zum Generalstaatsanwalt: Ludwig Christian von Koch (1778–1855), S. 148–150

Seit 1999 bis 2018 hat sie Rezensionen und Beiträge für die Zeitschrift  Saarpfalz, Blätter für Geschichte und Volkskunde geschrieben.
Von 2008 bis 2018 verfasste sie regelmäßig Beiträge für das Saarpfalz-Jahrbuch.